# Eric Sonneman
Eric Otto Sonneman (geboren am 1. Dezember 1910 in Neustadt an der Haardt; gestorben am 1. Juli 2004 in Chicago) war ein im Hinblick auf seine bevorstehende Auswanderung aus Deutschland ausgebildeter Fotolaborant, der im Frühjahr 1939 aufgrund seiner jüdischen Herkunft in die USA emigrierte. Dort anglisierte er seinen Namen von Erich Sonnemann zu Eric Sonneman und konnte später erfolgreich als Unternehmer in der Chemiebranche Fuß fassen.

## Leben
Bis zu seiner Auswanderung war er zusammen mit seinem Bruder Max und den Eltern, Berta und Kurt Sonnemann, in Mannheim zuhause. Mit die einschneidendste Erinnerung aus seiner Kinderzeit war die  Explosion des Stickstoffwerkes der BASF auf der anderen Rheinseite in Ludwigshafen im Jahre 1921. Die Explosion ließ noch im weiteren Umkreis u. a. sämtliche Fensterscheiben zerbersten. Der junge Erich befand sich zum Zeitpunkt der Explosion gerade auf dem Schulweg, konnte sich aber in einen Hauseingang flüchten und blieb so glücklicherweise unverletzt. In den nicht nur wirtschaftlich schweren Zeiten nach dem für Deutschland verlorenen Ersten Weltkrieg, waren jedoch auch viele Träume und die Existenzen ganzer Familien zu Bruch gegangen. Als Theaterkritiker hatte sein Vater kein regelmäßiges Einkommen. Aber die kleine Familie hielt zusammen und ließ sich so manches einfallen, um sich finanziell über Wasser zu halten. Sein positives Bild von den Vereinigten Staaten wurde geprägt durch eine ihm unvergessliche Hoover-Schulspeisung, mit Kakao und einem weißen Brötchen für jeden Schüler, von dem er seinen Eltern eine Hälfte mit nach Hause brachte, damit sie auch etwas davon genießen konnten. Erichs Neugier erregten auch die kolonialen Truppen der Siegermächte — die ersten Schwarzen, die man in Mannheim zu Gesicht bekam. Aber auch sein Mitgefühl mit den ehemaligen Kriegsgegnern wurde geweckt, da diese mit der für sie vergleichsweise oft kühlen Kurpfälzer Witterung ganz offensichtlich nicht gut zurechtkamen. Schönes Wetter genoss er bei einer sechswöchigen durch die Wohltätigkeitsorganisation Schlaraffia organisierten Verschickung Mannheimer Kinder ins damalige tschechoslowakische Teplitz-Schönau in Nordböhmen. Zu dieser Zeit war am Ort weiterhin das Deutsche die allgemeine Verkehrssprache, und so gab es mit seiner Gastfamilie keinerlei Verständigungsschwierigkeiten. Auf dem Höhepunkt der Inflation im Deutschen Reich genoss Erich im Sudetenland eine unbeschwerte Zeit; ging mit den Gasteltern in die Wälder der Umgebung zum Pilzesammeln und empfand dies als das Highlight seiner frühen Jugendzeit. Hin und wieder war während der Schulferien auch ein Verwandtenbesuch möglich. So verbrachte er seine Sommerferien gern bei seiner Großmutter väterlicherseits in München, Mathilde Sonnemann (eine Tochter der Schriftstellerin Elise Henle). Dort besuchte er mit ungebrochener Begeisterung die zahlreichen Vorführungen chemischer Versuche im Laborbereich des Deutschen Museums. Seine Tante, die Ärztin Elise Sonnemann, unternahm mit ihm Ausflüge in den Tierpark oder in den Englischen Garten zum Eisessen. Mit seinen Cousins und Cousinen machte der junge Erich Radtouren ins Münchner Umland, wie beispielsweise in das damals als idyllische Künstlerkolonie bekannte Dachau, und weiter weg bis hinein ins Voralpenland. Von Mannheim aus besuchte er auch immer wieder seinen Onkel mütterlicherseits, Moritz Hermann und seine Familie, in Freudental in der Nähe von Heilbronn. Dort unterstützte er die Hermanns dann bei der vielseitigen aber auch anstrengenden Feldarbeit.  Aufmerksam beobachtete er dabei die offensichtlichen technischen und die zunächst subtileren gesellschaftlichen Veränderungen seiner Zeit. Empfand er sich in den Jahren der Weimarer Republik selbst noch uneingeschränkt als Deutscher und engagierte sich entsprechend gesellschaftlich und politisch, so war ihm spätestens nach der sogenannten Machtergreifung der Nationalsozialisten vom Januar 1933 schmerzlich klar, dass es für Deutsche jüdischer Religion oder Herkunft im Staate Adolf Hitlers keine echte Zukunft würde geben können. Trotzdem oder gerade deswegen war er auch noch in den ersten Jahren der NS-Diktatur in leitender Funktion beim Bund deutsch-jüdischer Jugend tätig. Kurioserweise wurde ihm hierfür sogar ein amtlicher Ausweis von der Hitlerjugend ausgestellt. Mit seinen Bundesgenossen, den Werkleuten, ging er in jenen Jahren somit auch weiterhin auf große Fahrt; beispielsweise per Schiff den Rhein hinauf nach Köln, um gemeinsam den Kölner Dom zu besichtigen. Immer unter der argwöhnischen Beobachtung vonseiten der mittlerweile allgegenwärtigen Nazis stehend, wurde die Lage der Andersdenkenden und der durch den offenen Rassismus des Regimes Ausgegrenzten von Jahr zu Jahr schwieriger. Lange Zeit erschien ihm dabei das abgelegene Freudental wie von all diesen Entwicklungen unberührt. In diesem Zusammenhang entstanden im Sommer 1938 Sonnemanns Fotografien vom alltäglichen Landleben seiner Verwandten, die der örtlichen jüdischen Gemeinde aktiv angehörten. Zu diesem Zeitpunkt bereitete er für sich, seinen Bruder und die Eltern bereits die Auswanderung in die USA vor. Dies tat er u. a. durch seine Berufsausbildung zum Fotolaboranten bei einem Fotofachgeschäft in Heidelberg, was ihm bei seinem Interesse für alles, was mit Chemie zu tun hatte, sehr entgegenkam und ihm vor allem helfen sollte, seinen Lebensunterhalt in der Neuen Welt zu bestreiten. Am 8. November 1938, einen Tag vor der ehemals sogenannten Reichskristallnacht, erhielt er von seinem ehemaligen Klassenkameraden Karl, der zu diesem Zeitpunkt selbst ein Nationalsozialist war, den Tipp, dass es zu gewalttätigen Übergriffen auf jüdische Bürger und Einrichtungen kommen würde. Karl bot sich außerdem an, die Wertsachen der Familie zu verstecken und so außer Reichweite der von der Reichsregierung animierten und legitimierten Plünderer zu bringen. Im Laufe der nächsten Tage und Wochen gewährte ihm sein Freund Karl sogar für eine gewisse Zeit Unterschlupf bei sich zuhause, um Erich physisch dem Zugriff der Behörden zu entziehen. — Tatsächlich behält Eric Sonneman auch in der Rückschau seinen objektiven Blick auf die Geschehnisse jener Zeit. In einem 1985 entstandenen Interview leuchtet er auch Details in seinen Schilderungen hervorragend aus und entwickelt, dank der sich so ergebenden zahlreichen Schattierungen, die Momentaufnahmen seines Lebens kontrast- und facettenreich vor dem geistigen Auge seiner Zuhörer.
Alle vier Mannheimer Sonnemanns konnten letztlich auf teilweise abenteuerlichen Wegen nach Amerika entkommen. In den Vereinigten Staaten heiratete Eric Sonneman im Jahre 1941 seine Frau Edith (geb. Arshack). Zusammen hatten sie, neben ihrer Tochter Toby, noch weitere drei Kinder. Bereits 1943 konnte Sonneman die US-amerikanische Staatsbürgerschaft annehmen. Beruflich machte er sich mit einer eigenen Firma selbständig, der Merix Chemical Company. Zusätzlich war er Inhaber mehrerer Patente.
Lokale Bekanntheit erlangte Sonneman durch den Fotoband Der letzte Sommer / The Last Summer, in welchem seine Fotografien aus dem Sommer 1938 im schwäbischen Freudental dokumentiert sind. Porträtiert sind darin, neben seinen Verwandten, weitere Freudentalerinnen und Freudentaler, die im Festtagsgewand sowie bei der Feldarbeit zu sehen sind.